# Dionizy (Chitrow)
Dionizy, imię świeckie Dmitrij Wasiljewicz Chitrow (ur. 10 października?/22 października 1818 w Chitrowie, zm. 27 sierpnia?/8 września 1896) – rosyjski biskup prawosławny.

## Życiorys
Był synem dzwonnika cerkiewnego, urodził się jako piąte dziecko w rodzinie. W wieku czternastu lat stracił oboje rodziców. W 1840 ukończył seminarium duchowne w Riazaniu. Jako student kształcący się na koszt państwa, dzięki uzyskanemu stypendium, w 1840 został skierowany do pracy w eparchii irkuckiej. 16 marca 1841 w Irkucku, jako mężczyzna żonaty, został wyświęcony na diakona przez biskupa kamczackiego Innocentego. 6 kwietnia tego samego roku ten sam hierarcha udzielił mu święceń kapłańskich. Pracę duszpasterską prowadził w cerkwi Przemienienia Pańskiego w Jakucku.
W ciągu kolejnych kilkunastu lat pracował w szkole cerkiewnej w Jakucku, pełnił funkcje spowiednika i katechety duchowieństwa dekanatu jakuckiego, był katechetą w szkole kozackiej w Jakucku, zasiadał w konsystorzu, prowadził działalność charytatywną. Od 1851 zaliczał się do misjonarzy eparchialnych. Regularnie udawał się w podróże misyjne po terytorium eparchii irkuckiej, propagując prawosławie wśród rdzennej ludności – Jakutów i Tunguzów. Przygotowując się do swojej pracy, poznał ich języki i kulturę. Opracował alfabet dla języka jakuckiego oraz jego gramatykę, uczestniczył w opracowywaniu przekładów części ksiąg liturgicznych na ten język. W 1857 otrzymał godność protoprezbitera.
Od 1858 do 1869 kierował misyjnym seminarium duchownym w Nowoarchangielsku. Następnie od 1859 do 1862 był proboszczem cerkwi w Jakucku; został zwolniony z obowiązków misjonarza. Od 1862 był rektorem seminarium duchownego w Jakucku.
9 lutego 1868, po śmierci żony i złożeniu wieczystych ślubów mniszych został wyświęcony na biskupa jakuckiego, wikariusza eparchii kamczackiej. Chirotonia miała miejsce w Błagowieszczeńsku.
Po wyjeździe biskupa kamczackiego Innocentego do Moskwy (gdzie objął on urząd metropolity) Dionizy kontynuował jego działalność misyjną na Syberii.
W 1883 został biskupem ufijskim. Zmarł w 1896.